# 胥浦县 (江苏省)
胥浦县，中国南北朝时设置的县。
南梁置，在今上海市金山区西北胥浦塘一带。属吴郡。不久废除。